# Урбонас, Валдас
Валдас Урбонас (лит. Valdas Urbonas; род. 29 ноября 1967, Паневежис) — литовский футболист и тренер.

## Биография

### Карьера игрока
Начинал карьеру в командах чемпионата Литовской ССР, затем играл в высшем и первом дивизионах независимого чемпионата Литвы и в венгерских клубах.
15 ноября 1991 года дебютировал в составе сборной Литвы в матче Кубка Балтии против Эстонии, в этой же игре забил свой единственный гол за сборную. Всего в 1991—1993 годах сыграл 14 матчей за национальную команду, в том числе 4 отборочных матча чемпионата мира, 4 матча Кубка Балтии и 6 товарищеских игр.

### Карьера тренера
С 2003 года работает тренером. Начал самостоятельную тренерскую карьеру в 2008 году в клубе «Экранас», с которым выиграл пять чемпионских титулов, а в 2012/13 вывел команду в групповой этап Лиги чемпионов. В 2008, 2011 и 2012 годах признавался лучшим тренером Литвы.
С декабря 2014 года возглавлял клуб «Тракай», в 2015 году выиграл серебро чемпионата Литвы.